# ロッカグロリオーザ
ロッカグロリオーザ（伊: Roccagloriosa）は、イタリア共和国カンパニア州サレルノ県にある、人口約1,700人の基礎自治体（コムーネ）。

## 地理

### 位置・広がり

#### 隣接コムーネ
隣接するコムーネは以下の通り。
- アルファーノ
- カメロータ
- チェッレ・ディ・ブルゲリーア
- ラウリート
- ロフラーノ
- サン・ジョヴァンニ・ア・ピーロ
- トッレ・オルサーイア